# 格魯吉亞內戰
格鲁吉亚内战是發生在格鲁吉亚的一系列内战的統稱，其中包括1988年至1992年南奥塞梯和1992年至1993年阿布哈茲地区的民族间冲突，以及1991年12月22日至1993年12月31日针对格鲁吉亚第一任民选总统茲維亞德·加姆薩胡爾季阿的暴力军事政变及加姆薩胡爾季阿随后於1993年为夺回权力而发动的起事。虽然加姆薩胡爾季阿的起事最终被鎮壓，但南奥塞梯和阿布哈兹的冲突导致这两个地区事实上脱离格鲁吉亚。

## 经过
在格鲁吉亚最高苏维埃第一次会议（1990年11月14日）上，兹维亚德· 加姆萨胡尔季阿当选为最高苏维埃主席。他一直担任这个职位，直到1991年3月为止。根据会议决定，该国被称为“格鲁吉亚共和国”，恢复了格鲁吉亚民主共和国的国家宪法（国旗、徽章和国歌），并在恢复独立之前宣布了过渡期。
冲突是由于1991年秋季镇压反对派抗议活动而事实上将加姆萨胡尔季阿强制从总统职位上撤职所致，导致反对在1991年12月下旬控制第比利斯的许多战略要地，包括议会。加姆萨胡尔季阿逃离第比利斯后，权力首先移交给反对派的起义领导人组成的格鲁吉亚军事委员会，并于1992年3月选举以爱德华·谢瓦尔德纳泽为首的格鲁吉亚国民议会。
1993年夏天，加姆萨胡尔季阿的支持者占领了其故乡明格列尔的祖格迪迪市。数月之内，支持者占领了格鲁吉亚西部的大部分地区，并在库塔伊西发动攻势，使加姆萨胡尔季阿于9月从车臣返回该国，并领导了祖格迪迪的流亡政府。因为格鲁吉亚军队在阿布哈兹的战争中失败而士气低落，由于担心在库塔伊西的进攻，谢瓦尔德纳泽命令部队暂停攻击阿布哈兹而转向先解决格鲁吉亚内部矛盾。由于1993年秋季攻势，支持前总统加姆萨胡尔季阿的派别被击败，加姆萨胡尔季阿本人被迫躲藏在山上，直到1993年12月31日因不明原因去世。
内战与南奥塞梯和阿布哈兹针对当地分离主义者的战争同时进行。俄罗斯在冲突中先后支持了除加姆萨胡尔季阿派以外的各派武装。

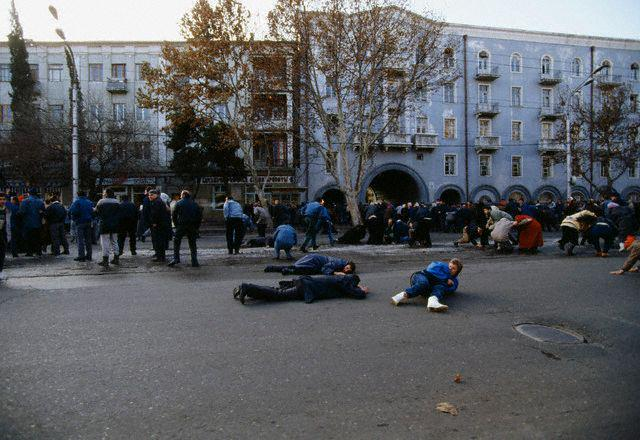
1月3日的示威被军事委员会驱散
第比利斯的战斗
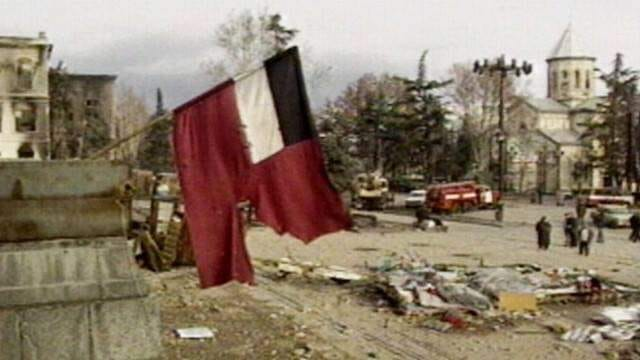
冲突后的第比利斯
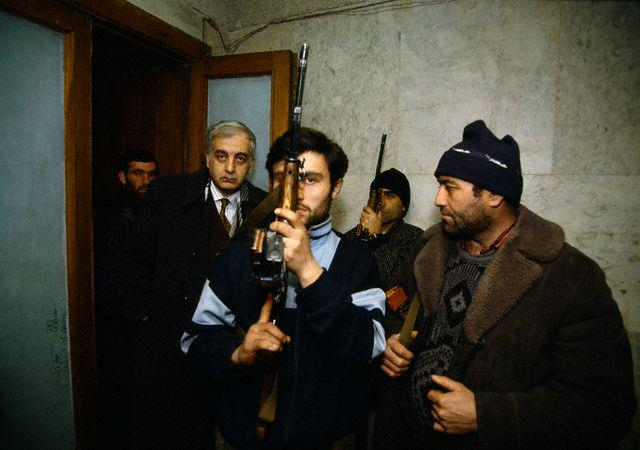
加姆萨胡尔季阿和其支持者